# Eatin' Dust
Eatin' Dust is het vijfde studioalbum van de band Fu Manchu. Het album werd op 30 november 2004 opnieuw uitgebracht.
Het album is een combinatie van de Godzilla EP en de Eatin' Dust EP.

## Track listing
Album
| nr. | titel           | duur |
| --- | --------------- | ---- |
| 1   | Godzilla        | 4:31 |
| 2   | Module Overload | 4:16 |
| 3   | Living Legend   | 5:08 |
| 4   | Eatin' Dust     | 3:08 |
| 5   | Shift Kicker    | 3:00 |
| 6   | Orbiter         | 3:13 |
| 7   | Mongoose        | 6:12 |
| 8   | Pigeon Toe      | 4:45 |

Godzilla EP
| nr. | titel           | duur |
| --- | --------------- | ---- |
| 1   | Godzilla        | 4:31 |
| 2   | Module Overload | 4:16 |
| 3   | Living Legend   | 5:08 |

Eatin' Dust EP
| nr. | titel        | duur |
| --- | ------------ | ---- |
| 1   | Eatin' Dust  | 3:08 |
| 2   | Shift Kicker | 3:00 |
| 3   | Orbiter      | 3:13 |
| 4   | Mongoose     | 6:12 |
| 5   | Pigeon Toe   | 4:45 |

## Bandleden
- Scott Hill - zang en gitaar
- Brant Bjork - drum
- Brad Davis - basgitaar
- Bob Balch  - gitaar